# Papeterie (commerce)
Pour les articles homonymes, voir Papeterie.

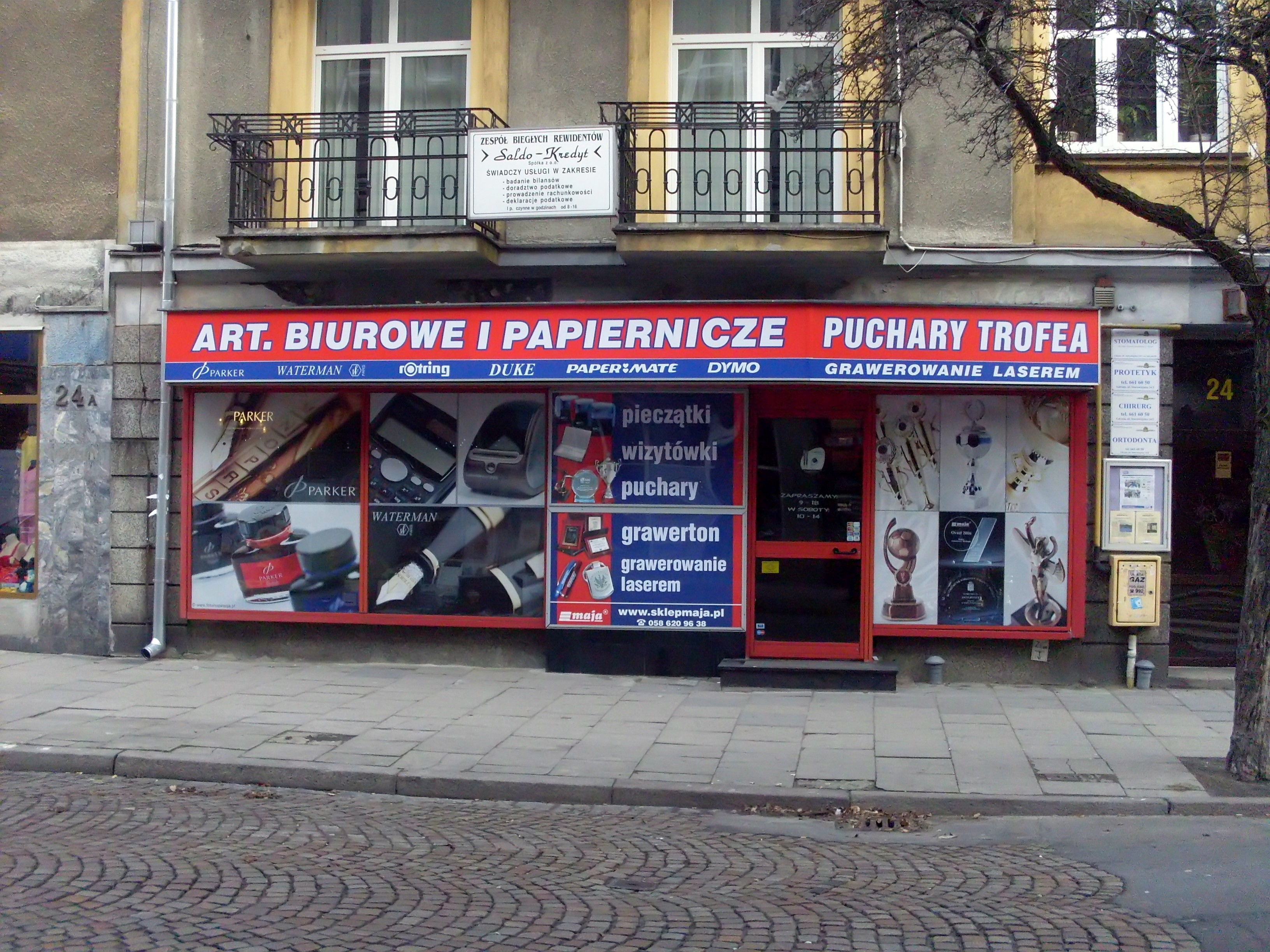
Une papeterie en Pologne à Gdynia.

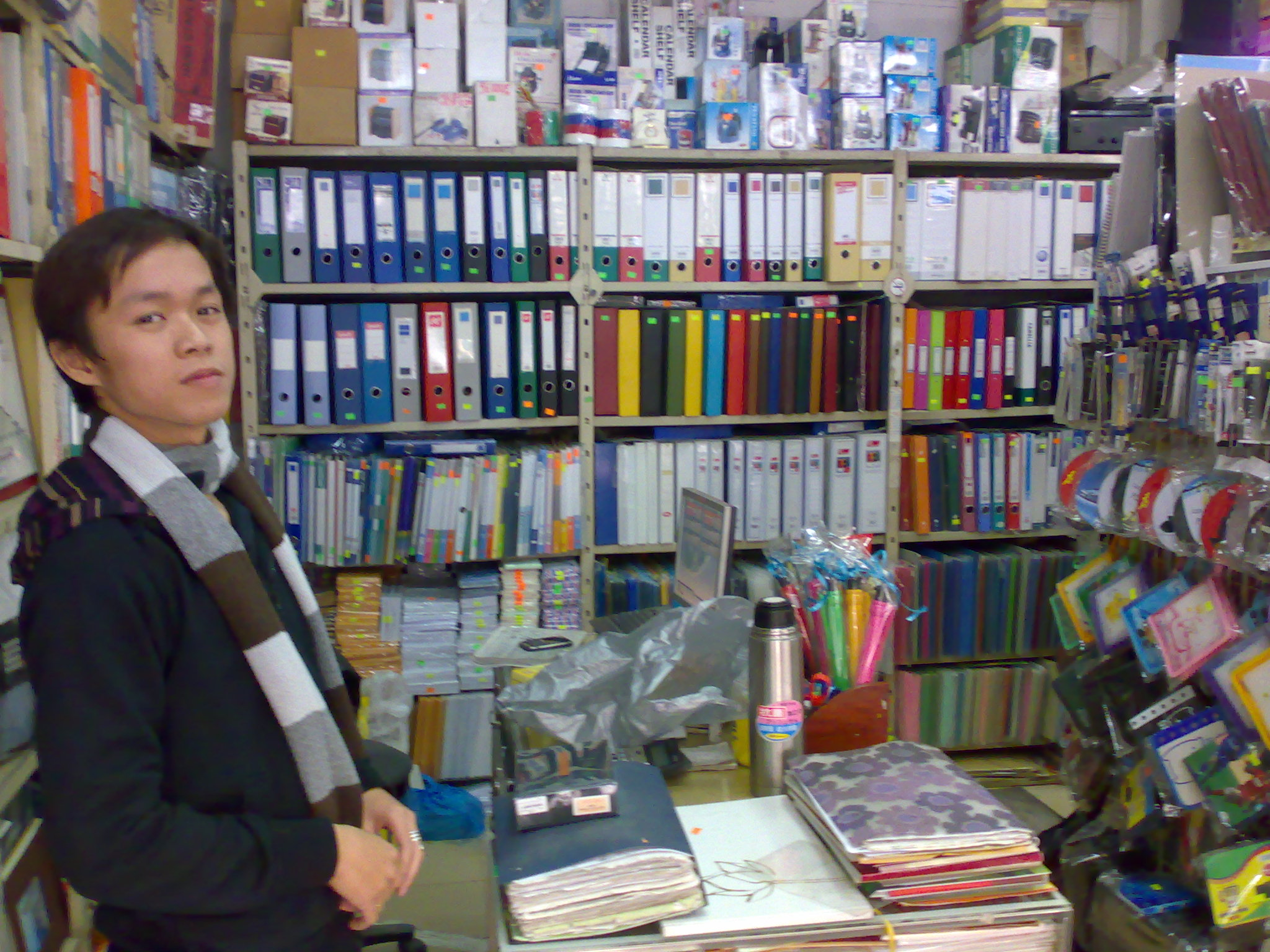
L'intérieur d'une papeterie au Viêt Nam.

Une papeterie est un magasin vendant des fournitures de bureau ou des fournitures scolaires. Ce type de commerce est souvent couplé avec celui d'une librairie ou une maison de la presse.
Parmi les produits vendus en papeterie : papier ordinaire A3 et A4, papier kraft, papier autocollant, papier couché, papier photo, papier transfert, papier thermique, papier transparent, enveloppes, chemises, cahiers ...